# Peire Bremon Lo Tort
Peire Bremon Lo Tort ou  Bremonz lo Tortz (fl. 1177) est un troubadour du Viennois. Deux de ses compositions nous sont parvenues, Mei oill an gran manentia et En abril, quant vei verdejar.